# Manatee River
Manatee River är ett vattendrag i Belize. Det ligger i distriktet Belize, i den centrala delen av landet, 40 km öster om huvudstaden Belmopan.